# Galaxia anular
Se denomina galaxia anular o galaxia en anillo a un tipo poco frecuente de galaxias que tienen apariencia de anillo. Realmente, según Gerard de Vaucouleurs, son de tipo galaxia espiral, y se clasifican añadiendo a su tipología una r.
El anillo está formado por estrellas azules masivas, relativamente jóvenes y muy brillantes. La región intermedia que rodea al núcleo brillante contiene una cantidad relativamente pequeña de materia luminosa y aparece más oscura.
Los astrónomos creen que las galaxias anulares se forman cuando una galaxia más pequeña pasa por el centro de una galaxia más grande. Como la mayor parte de una galaxia es espacio vacío, esta "colisión" raramente se traduce en una verdadera colisión entre estrellas. Sin embargo las perturbaciones gravitatorias causadas por este acontecimiento podrían hacer que una onda de formación estelar se moviera a través de la galaxia más grande.

## Referencias

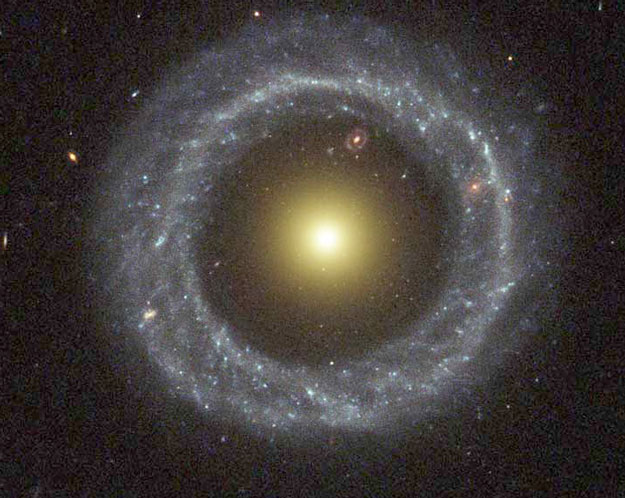
Galaxia Objeto de Hoag.

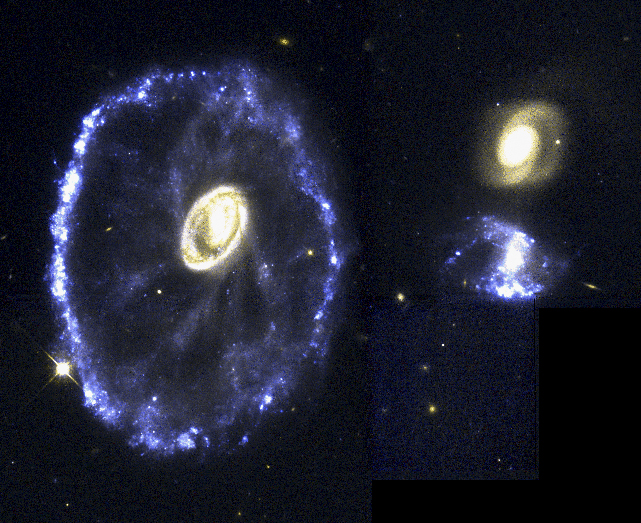
Galaxia Rueda de Carro o Galaxia Cartwheel.

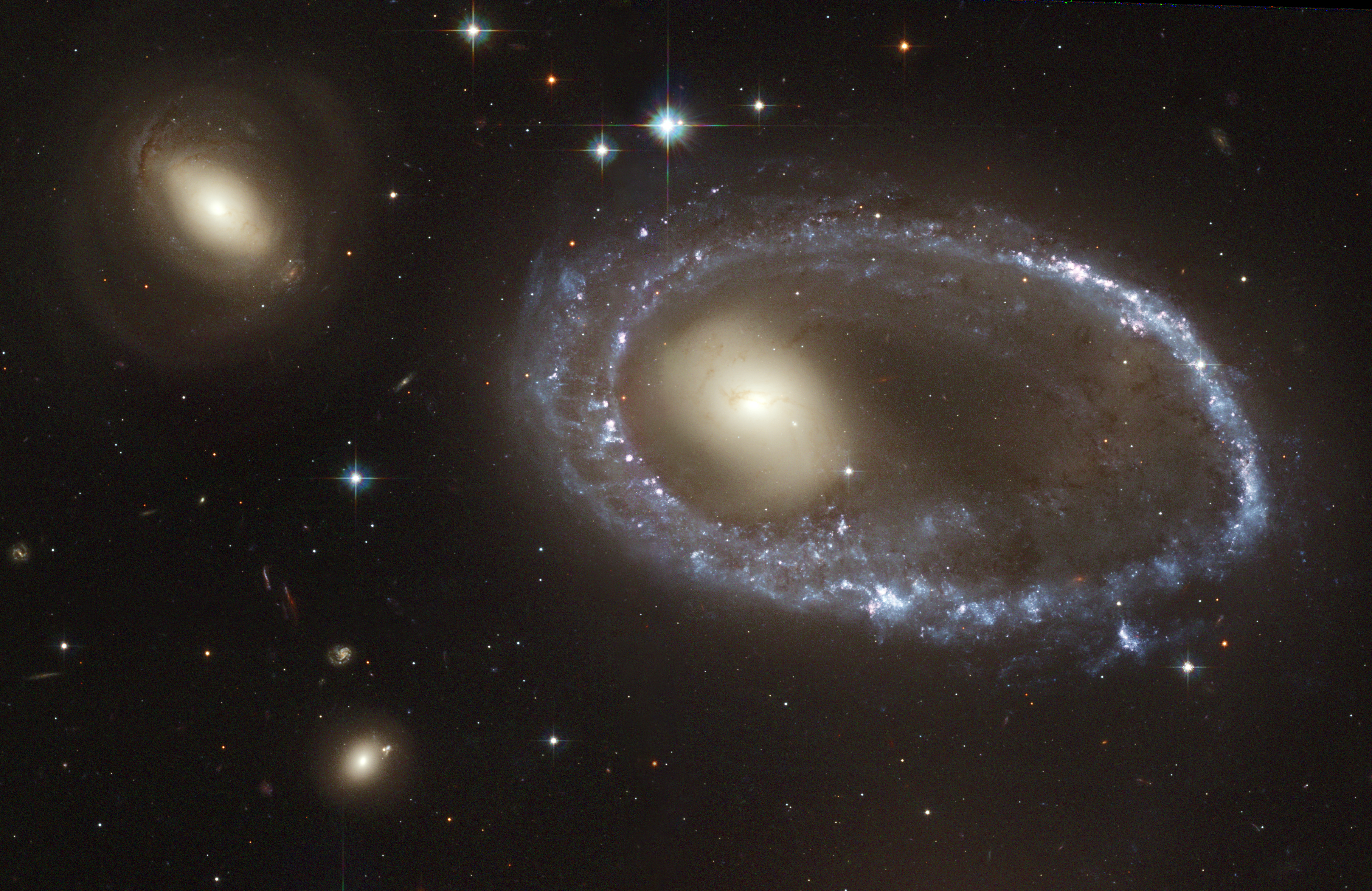
Galaxia AM 0644-741.